# Michael Sennert
Michael Sennert (* 11. Dezember 1615 in Wittenberg; † 21. Juli 1691 ebenda) war ein deutscher Mediziner.

## Leben
Michael Sennert war der Sohn des Daniel Sennert und seiner ersten Ehefrau Magaratha, der Tochter des Andreas Schato (1539–1603). Er immatrikulierte sich am 19. Oktober 1623 an der Universität Wittenberg. Hier absolvierte er den Gegebenheiten der Zeit entsprechend zunächst ein Studium der Philosophie. Im Wintersemester 1632/33 wechselte er an die Universität Leipzig und am 13. November 1639 immatrikulierte er sich an der Universität Altdorf. Als er nach Wittenberg zurückgekehrt war, erfuhr Sennert, dass man seit 1646 versuchte, ein Lehramt an der medizinischen Fakultät zu besetzen. Da sich keine geeignete Person zur Besetzung des Lehrstuhls fand, trat man an Sennert heran.
Seine Ernennung für den vakanten Lehrstuhl war daran geknüpft, dass er innerhalb eines Jahres den dafür notwendigen akademischen Grad absolvierte. So disputierte er unter Marcus Banzer am 28. März 1650, avancierte am 17. Juni 1650 auch unter Banzer zum Lizentiaten der Medizin und wurde am gleichen Tage zum Professor für Anatomie und Botanik an der medizinischen Fakultät ernannt. Um die vorgegebenen Richtlinien für die Ernennung zu erfüllen, promovierte Sennert am 12. November 1650 zum Doktor der Medizin, stieg 1664 in die zweite medizinische Professur auf und wurde 1680 zum ersten Professor der medizinischen Fakultät ordiniert.
In seiner Funktion als Professor übernahm er an der Wittenberger Hochschule auch organisatorische Aufgaben. So erlangten in seiner Amtszeit 11 Personen die akademischen Grade eines Lizentiaten oder Doktors der Medizin. In den Wintersemestern 1651, 1657, 1669, 1675, 1681 und 1687 war er Rektor der Alma Mater. Anstelle des verstorbenen Johann Sperling war er ab dem 13. August 1658 Prorektor der Wittenberger Hochschule, ebenso im Wintersemester 1663.
Seine 1665 geschlossene Ehe mit Anna Christina Arnurius wurde annulliert und 1666 wurde er zeitweilig vom Dienst suspendiert. Die Gründe dafür sind nicht bekannt. Ein Gemälde das ihn abbildet, soll sich in der Sammlung der Wittenberger Lutherhalle befinden. Während seiner Zeit als akademischer Lehrer baute sich Sennert ein privates anatomisches Museum aus, welches möglicherweise schon von seinem Vater angelegt worden war. In seinem letzten Lebensjahrzehnt trat Sennert aus Altersschwäche trotz ansteigender Häufigkeit der Disputationen nicht mehr als Ordinarius auf.

## Werkauswahl
Sein Werkschaffen beschränkt sich auf Disputationen, die hauptsächlich mit seiner akademischen Entwicklung in Verbindung stehen.
- Skiagraphia id est Dissertatio De Umbra. Röhner, Wittenberg 1639.
- De viribus imaginationis. 1639.[1]
- De capite, diss. anat. 1. 1643.[2]
- (Als Respondent) De peste. Röhner, Wittenberg 1650. (Digitalisat)
- De febre petechiali. (Resp. Michael Gottfried Ziegra) Henckel, Wittenberg 1681.